# Олаво де Карвальйо
Олаво Луїс Піментел де Карвальйо (порт. Olavo Luiz Pimentel de Carvalho; 29 квітня 1947, Кампінас, Сан-Паулу, Бразилія — 24 січня 2022, Ричмонд, Вірджинія, США) — бразильський консервативний журналіст та есеїст, який представляв езотеричну та конспірологічну ідеологічну позицію. Він мав великий вплив на бразильських крайніх правих і сім'ю Болсонару.